# Cuphea rigidula
Cuphea rigidula är en fackelblomsväxtart som beskrevs av George Bentham. Cuphea rigidula ingår i släktet blossblommor, och familjen fackelblomsväxter. Inga underarter finns listade i Catalogue of Life.